# Mine de Porgera
La mine de Porgera est une mine d'or située en Papouasie-Nouvelle-Guinée. C'est l'une des plus grandes mines d'or du monde produisant 16,8 tonnes d'or par an et exploitée par la compagnie minière canadienne Barrick Gold, la première société aurifère au monde derrière l'américaine Newmont Mining et la sud-africaine Goldfields.
Après l’achat de la mine par Barrick Gold en 2006, des associations humanitaires se sont inquiétées des exécutions et des viols qui, selon leurs enquêtes, auraient été commis par des gardiens de sécurité de la mine de Porgera.
Amnesty International a de son côté fourni des preuves de violences policières et d'expulsions forcées de personnes vivant près du site. Selon Amnesty International, "au moins 130 bâtiments, y compris des maisons en dur solidement implantées, ont été détruites par la police dans les villages de Wuangima et Kulapi entre le 27 avril 2009 et juillet 2009, selon une déclaration publique effectuée en décembre 2009 par l'association et publiée sur son site internet.
L'exploitation de mines d'or à grande échelle, consommatrice de cyanure pour séparer le métal jaune des autres composants peut, en cas de mauvaises conditions de sécurité ou de manipulations, entraîner des risques de pollution.